# 日下部吉信
日下部 吉信（くさかべ よしのぶ、1946年 - ）は、日本の哲学者・古代ギリシア哲学研究者。立命館大学名誉教授。

## 来歴
京都府船井郡東本梅村生まれ。1965年京都府立亀岡高等学校卒業。1969年立命館大学文学部哲学科卒業。1975年同大学院文学研究科博士課程満期退学。1979年立命館大学文学部助教授、1989年教授。2006年『ギリシア哲学と主観性 - 初期ギリシア哲学研究』で博士（文学）。2012年定年退職。1987-1988年、1996-1997年ケルン大学トマス研究所客員研究員。2006-2007年オックスフォード大学オリエル・カレッジ客員研究員。

## 思想
日下部は渡邊二郎から「マルティン・ハイデッガーを情熱を籠めて信奉する哲学者」と呼ばれているが、その哲学・思想も古代ギリシア哲学とハイデッガーの後期の哲学をベースとするものである。
日下部によれば、西洋形而上学の実態は「ソクラテス・プラトンの主観性の哲学とキリスト教という姿を取ったヘブライズムの神という名の巨大な主観性（ヘブライズムの神を日下部は巨大な主観性と断じる）が合体することによって出現した主観性の巨大なイデオロギー総体」に他ならないのである。そのような哲学がソクラテス・プラトン以来2000年強にわたって連綿とつづき、主観性原理に基づく超越の構造が西洋世界を規定しつづけてきたのである。その結果が中世世界であり、近代世界であると日下部は言う。その結果世界は巨大なゲステルの機構として立ち上がることとなった。主観性は前に立てる（Vorstellen）原理であり、主観性原理によって現出させられた世界は存在から切れたゲステルと化さざるをえないのである。特に今日の後期近代世界は主観性が個的主観性として立ち上がり、この事態を極端にまで昂じさせるにいたったと言う。結果は荒廃の広汎な進行であり、ニヒリズムの世界的規模での浸透である。存在から切れたところ、そこは荒廃の支配するところとならざるをえないからであり、存在が失われたところ、そこにあるのはニヒル以外のものでないからである。近代世界のこの実相をハイデッガーはSeinsverlassenheit（存在に見捨てられた有様〔渡邊訳〕）と名指しているが、ゲステルとして現出した近代世界はまさに存在が脱去した世界であり、ニーチェが語った「ヨーロッパのニヒリズム」の最終形態なのである。故郷喪失が世界の運命となったのである。西洋は今や「夕べの国」（Abendland）であるどころか、存在の立ち去った「闇の世界」となってしまった。しかしこのことは特殊ヨーロッパの問題ではなく、今日では世界全体の実相であると日下部は言う。日下部の見立てによれば、世界は今日「ハイデガー対世界」（Heideggeus contra Mundum）の様相をますます強めているのである。アメリカ発のグローバリズムは主観性原理の世界浸透に他ならず、それはその進行の過程で存在に根ざすエートスのことごとくを破壊せずにいなかった。今日世界のいたるところで露呈している崩壊的な諸現象はまさにこの故郷喪失、存在棄却（Seinsverlassenheit）の現象諸形態以外の何ものでもないと日下部は断じる。
このような西洋哲学の理解の背景には日下部独自のギリシア哲学史観がある。日下部によれば、ソクラテス以前の初期ギリシアにおいてはまだ存在がピュシス（自然）という姿をとって現出していた。初期ギリシア哲学の世界をハイデッガーが「存在の故郷」（Heimat des Seins）と呼ぶゆえんである。ところがそこに主観性原理がピタゴラスによってオリエントのいずれかの地域から導入され、存在に基づくギリシア基層文化の上に植えつけられたのである。初期ギリシアはこの原理を徹底的に否定したが（ピタゴラス派大迫害）、しかしピタゴラスによってギリシアに植え付けられた主観性がそれによって完全にギリシアから駆逐されるということはなく、それはやがてギリシア中央部に移植され、ソクラテス・プラトン哲学によって継承されるところとなったと日下部は言う。ソクラテス・プラトン哲学によって主観性原理がギリシアの中央部に鎮座することとなったのである。これがソクラテス・プラトン哲学の歴史的意味である。これはまさに戦慄すべき出来事であって、主観性は一旦植え付けられるや、それを根絶することはもはや不可能なのである。ここに「ピュシスとイデアの戦い」、「存在と主観性の抗争」という西洋二大原理の戦いの構図が出現した。これをプラトンは「存在をめぐる巨人闘争」（γιγαντομαχία　περὶ　τῆς　οὐσίας）と呼んでいるが、この対立の構図はギリシアにとどまらず、それがその後の西洋世界を規定しつづけたと日下部は見るのである。存在と主観性こそ西洋形而上学の根底で抗争しつづけた二大原理なのである。西洋世界に生起したあらゆる対立・抗争の背後には必ず西洋の二大プレートとも言うべき存在と主観性の対立・抗争があり、主観性原理の西洋世界への登場こそ西洋の運命（ゲシック）とも言うべき決定的生起であったというのが日下部の哲学史観なのである。
したがって、日下部によれば、ソクラテス、プラトンの哲学がギリシア哲学の本体なのではない。ギリシア哲学の本体はイオニア以来の自然哲学の系譜にこそあり、ソクラテス・プラトン哲学は初期ギリシアの哲学とアリストテレスの哲学の間に挟まった一エピソードでしかなかったと日下部は断じる。その一エピソードでしかなかった主観性の哲学が新プラトン哲学という触媒を経てヘブライズムの神（巨大な主観性）と合体して西洋2000年の形而上学となり、近代世界に繋がったというだけのことなのである。と言うことは、「プラトンの解釈史でしかなかった」（ホワイトヘッド）と総括されるあの2000年の西洋哲学も、人類の哲学という観点から見れば、ある一時期の極めて特殊な哲学であったということになるのかも知れない。われわれは西洋形而上学の全体を相対化しなければならないと日下部は言う。

## 著書
- 『西洋古代哲学史』（昭和堂） 1981
- 『ギリシア哲学と主観性 - 初期ギリシア哲学研究 -』（法政大学出版局） 2005
- 『アリストテレス講義・6講』（晃洋書房、シリーズ・ギリシア哲学講義3） 2012
- 『プラトニズム講義・4講』（晃洋書房、シリーズ・ギリシア哲学講義2） 2012
- 『初期ギリシア哲学講義・8講』（晃洋書房、シリーズ・ギリシア哲学講義1） 2012
- 『ヘレニズム哲学講義・3講』（晃洋書房、シリーズ・ギリシア哲学講義4） 2013
- 『講演集 ハイデガーと西洋形而上学』（晃洋書房、シリーズ・ギリシア哲学講義（別冊）） 2015
- 『ギリシア哲学30講 人類の原初の思索から - 「存在の故郷」を求めて』上・下（明石書店） 2018 - 2019

### 共著
- 『知性の探究』（飛田就一編、法律文化社） 1979
- 『哲学の問題と展開』（飛田就一, 針生清人編、富士書店） 1989
- 『西洋哲学史』（岡崎, 日下部, 杉田, 谷 他共著、昭和堂） 1994
- 『西洋哲学の再構築に向けて』（渡邊二郎監修、哲学史研究会編、昭和堂） 2000
- 『21世紀へのギリシア哲学 - 実存思想論集XV』（実存思想協会編、理想社） 2000
- 『自然概念の哲学的変遷』（池田善昭編、世界思想社） 2003
- 『我が心深き底あり - 西田幾多郎のライフヒストリー』（池田善昭, 加国尚志編、晃洋書房） 2005
- 『実存と政治 - 実存思想論集XXI』（実存思想協会編、理想社） 2006
- 『西洋哲学史再構築試論』（渡邊二郎監修、哲学史研究会編、昭和堂） 2007
- 『実存と教育 - 実存思想論集XXIV』（実存思想協会編、理想社） 2009
- 『続・ハイデガー読本』（秋富, 安部, 古荘, 森共編、法政大学出版局） 2016
- 『梅原日本学の源流』（小川侃編、京都大学学術出版会） 2021

## 翻訳
- 『カテゴリー論史』（アドルフ・トレンデレンブルク、松籟社） 1985
- 『パルメニデス - 断片の研究』（カール・ボルマン、法政大学出版局） 1992
- 『ソクラテス以前哲学者断片集』第Ⅱ分冊・第Ⅲ分冊（共訳、岩波書店） 1997
- 『初期ギリシア自然哲学者断片集』①②③（編訳、ちくま学芸文庫） 2000 - 2001
- 『プレソクラティクス - 初期ギリシア哲学研究』（エドワード・ハッセイ、法政大学出版局、叢書・ウニベルシタス） 2010

## 書評・評論
- 「哲学者・梅原猛について」（解説、『美と宗教の発見』（梅原猛著、ちくま学芸文庫） 2002
- 「秘められたパトスを再現出」（『評伝・梅原猛 - 哀しみのパトス』（やすいゆたか著）への書評、京都新聞朝刊 2005年6月）
- 『プラトンの描いたソクラテス』（小島和男著）への書評（実存思想協会編、『実存思想論集』XXIV 2009）
- 「哲学者・渡邊二郎について」（筑摩書房、『渡邊二郎著作集』第4巻月報 2011年10月）
- 「哲学の伝統の上に」（『<自己>という謎 - 自己への問いとハイデガーの「性起」』（小柳美代子著）への書評、週刊読書人 第2947号）

## 参考
- 日下部吉信、『ギリシア哲学と主観性』（法政大学出版局、2005年）